# 공명기

공명기의 정상파

공명기(共鳴器) 또는 레조네이터(resonator)는 공명이나 공명의 행위를 보여주는 장치나 시스템의 하나로, 공명 주파수라 불리는 일부 진동수에서 다른 주파수에 있을 때보다 더 큰 진폭으로 자연 진동한다. 공명기의 진동은 전자기파적이거나 기계적일 수 있다. (전자 장치를 쓰지 않는 것을 포함) 공명기는 특정한 주파수의 파장을 발생시키거나 어느 한 신호로부터 특정 주파수를 선별하기 위해 사용된다. 악기는 특정 톤의 음파를 연주하는 음향 공명기를 사용한다. 다른 예로 송신기, 쿼츠 시계 등의 전자 장치에 쓰이는 결정 진동이 있으며 매우 정밀한 주파수의 진동을 만들어낸다.

## 같이 보기
- 핵자기 공명